# Fjärsingfiskar
Fjärsingfiskar (Trachinidae) är en familj i underordningen fjärsinglika fiskar (Trachinoidei). Arterna förekommer huvudsakligen i östra Atlanten och dess randhav.
Dessa fiskar har en på sidan avplattad kropp, ögon som ligger på huvudets ovansida och en uppåt böjd mun.
De upp till 45 cm långa fjärsingfiskarna väntar nergrävda i bottenmaterialet på byte och när det är tillräckligt nära (ungefär en meter) kommer de ut. Nattetid kan de också simma omkring och aktivt söka byte. 
På grund av att de har en gifttagg vid gälöppningen och deras vana att gömma sig i sanden vid strandlinjen utgör de en fara för badande. Dessutom finns 5 till 7 gifttaggar vid ryggfenan. Blir man stungen dör man vanligtvis inte, men giftet orsakar svullnad och stark smärta. Det är lämpligt att genast kontakta läkare. Att hålla den drabbade kroppsdelen i så hett vatten som den drabbade tål är också lämpligt, eftersom giftet förstörs av värme.
Fjärsingfiskar är omtyckta matfiskar med gifttaggen borttagen, särskilt i Frankrike och Italien.
Det finns två släkten med tillsammans nio arter.

## Systematik
Systematiskt diagram enligt Catalogue of Life och Dyntaxa:
|  | Spindelfjärsing (Trachinus araneus) |
|  |                                     |
|  | Trachinus armatus                   |
|  |                                     |
|  | Trachinus collignoni                |
|  |                                     |
|  | Trachinus cornutus                  |
|  |                                     |
|  | Fjärsing (Trachinus draco)          |
|  |                                     |
|  | Trachinus lineolatus                |
|  |                                     |
|  | Trachinus pellegrini                |
|  |                                     |
|  | Sträv fjärsing (Trachinus radiatus) |
|  |                                     |

|  | Mindre fjärsing (Echiichthys vipera) |
|  |                                      |

|  | Spindelfjärsing (Trachinus araneus) |
|  |                                     |
|  | Trachinus armatus                   |
|  |                                     |
|  | Trachinus collignoni                |
|  |                                     |
|  | Trachinus cornutus                  |
|  |                                     |
|  | Fjärsing (Trachinus draco)          |
|  |                                     |
|  | Trachinus lineolatus                |
|  |                                     |
|  | Trachinus pellegrini                |
|  |                                     |
|  | Sträv fjärsing (Trachinus radiatus) |
|  |                                     |

|  | Mindre fjärsing (Echiichthys vipera) |
|  |                                      |